# Efflamm
Efflamm est un saint breton semi-légendaire du VIIe siècle, prince d'Hibernie en Irlande, fils du roi d'Irlande devenu solitaire en Armorique, non loin de Lannion et de Saint-Michel-en-Grève, dans les Côtes d'Armor. Il a donné son nom au village de Saint-Efflam (en Plestin-les-Grèves dans le Trégor. La chapelle de ce village (où l'on retrouva ses restes en 994)[réf. nécessaire] ainsi que la plage portent aussi son nom. Patron de Plestin-les-Grèves, où lui est dédié un gisant, il est fêté le 6 novembre.
Selon la légende, il était accompagné de plusieurs disciples dont les noms se retrouvent dans la toponymie des communes alentour : Kirio, Tuder, Kemo, Haran, Nerin, (ainsi que, selon les versions, Mellec, Kivir, Eversin...). Mais si cela est admis depuis longtemps par la tradition populaire, c'est en fait l'abbé Joncour, curé-doyen de Plestin-les-Grèves, qui, en 1897, composa un cantique reprenant les noms des six prétendus compagnons de saint Efflam; ce qui "officialisa" ce que disait la tradition.
Une gwerz du Barzaz Breiz a pour sujet saint Efflamm.[réf. souhaitée]

## Étymologie
Efflamm, en breton, s'écrit aujourd'hui Efflam, prononcé [eflãm]. Le nom contient soit le vieux celtique « E » (de Esus), « bon », soit un préfixe E, « extérieur à », soit encore l'ancien saxon aelf, « elfe » et fla(m) , « brillant, ardent, lumineux », de même origine indo-européenne que le français flamme. Son nom le décrit comme personnage rayonnant, couvrant.. Une version féminisée existe par le diminutif "Flammig". Une autre version féminine existe, le prénom « Flammenn ». Celui-ci est encore porté aujourd’hui.

## Hagiographie

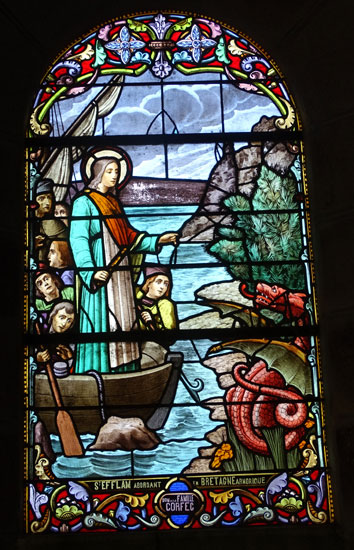
Vitrail représentant Efflamm dans l'église de Trézény, France.

Selon une tradition tardive forgée par le scriptorium trégorois au XIe siècle afin de légitimer les origines du monastère de Tréguier et les propriétés ecclésiastiques aux alentours, Efflam serait le fils d'un roi irlandais. Marié très jeune à la fille d'un monarque saxon, sainte Enora, il fait vœu de chasteté. Un ange l'aide à résister à la tentation, et il s'enfuit en Bretagne (comme de nombreux migrants bretons en Armorique), débarquant sur la Lige de Grève - il existe près de Plestin, une baie qui porte son nom  -où il aurait vécu un temps en compagnie de saint Gestin. Il bâtit son ermitage en forêt non loin de là. Sa femme l’ayant rejoint pour vivre la même vie que lui, ils n'auraient jamais consommé leur union et se seraient consacrés tous les deux à Dieu. La légende dit qu’ils moururent exactement au même moment.
D'après une autre tradition, il serait venu d'Irlande avec son épouse Enora et auraient débarqué d'un curragh fait de peaux de bêtes tendues sur des lattes de bois au port du Coz-Guéodet.

## La légende
On[Qui ?] prête à saint Efflamm une vie merveilleuse. Il aurait aidé Arthur à se débarrasser du dragon contre lequel il luttait. Lorsqu'il rencontra en effet le roi Arthur, il poursuivait un dragon. Efflamm fit jaillir une source à Saint-Efflam (en Plestin-les-Grèves) pour le désaltérer, puis pria devant l'antre du monstre, qui alla mourir en se précipitant dans la mer. Son épouse Enora le rejoignit dans un oratoire qu'il lui avait fait bâtir.
Albert Le Grand a raconté la vie de saint Efflam dans son livre Les Vies des saints de la Bretagne armorique, publié en 1636 :
« 
… nôtre Saint, avec sa compagnie, passa la mer & vint heureusement surgir à la coste de la Bretagne Armorique, en la baye de sable, qui est entre Toul Efflam & Loc-Mikel, dite communement la lieue de grève, en la paroisse de Plestin, Diocese de Treguer, & leur vaisseau s’arresta vis-à-vis d’un grand roc, qui est au milieu de la gréve (en terre néanmoins), nommé Hyrglas. Il y avoit pour lors, le long de la gréve, une très-grande forest, de laquelle S. Efflam & sa troupe, descendans de leur vaisseau, virent sortir un horrible dragon, lequel se retiroit à travers la grève dans sa caverne, distante d’environ mil pas de ce roc. »
Albert Le Grand raconte ensuite comment le dragon réclamait tous les ans, la veille de Noël, une proie humaine de sang royal. On la lui apportait à la tombée du soir au pied du Roc'h-ar-laz (la roche du meurtre). On lui livrait aussi les enfants morts sans baptême. Saint Efflamm permit au roi Arthur de vaincre le dragon qui se noya dans la baie ou selon une autre version fut enchaîné au large, sous les pierres de l'écueil Roc'h Ruz (Roche Rouge) en face de Plestin-les-Grèves, d'où le monstre vomit son sang.
Cette légende qui marque la victoire du christianisme sur le paganisme provient probablement, selon Louis Le Guillou, d'une peur due aux noyades des voyageurs dans cette baie assimilée par ses dangers à celle du Mont-Saint-Michel. Balayée par le flot qui monte « monte à la vitesse d'un cheval au galop », elle abritait la grande route royale passant sur la plage de Saint-Efflam à Saint-Michel-en-Grève. La traversée à gué de l'estuaire du Yar alors que la marée s'y engouffrait déjà, avec un courant violent, parce qu'il était resserré par la pointe de la flèche littorale, occasionnait des noyades individuelles ou collectives. Ces accidents ne cessèrent que vers 1840, quand le Yar rompit la flèche près de sa racine pour aller directement à la mer.
Albert Le Grand poursuit : « Quant à nous, nous quitterons tranquillement la baie de Saint-Efflam par Saint-Michel-en-Grève et rejoindrons Trédrez par la pointe de Beg-ar-Forn. De là nous prendrons le chemin du site du Yaudet, petite forteresse gauloise puis romaine qui servit de débarcadère à Honora, la femme de saint Efflam. »

## Ses compagnons
Nerin et Kemo ont tous deux donné leur nom à un bourg, respectivement Plounérin et Locquémeau, dont les églises portent toujours le nom du saint d'origine. Haran a une chapelle à Plestin, où l'on trouve aussi une plage nommée Pors Mellec, évocation possible d'un autre compagnon d'Efflamm.
Tuder
Moine irlandais, compagnon de route d'Efflamm, Tuder a donné son nom à la commune de Tréduder ou l'église qui lui était dédiée a été, au XVIIe siècle, rebaptisée "Saint-Théodore". Il y a toujours une fontaine à son nom.
Kirio
Kirio (ou Quirio, Carré, Karé...) est très présent dans la toponymie du pays de Plestin. Outre la "plage carrée", en breton Traezhenn Kirio, à Locquémeau, et le bourg de Saint-Carré commune de Lanvellec, on trouve une chapelle Saint-Quirio à Plounérin, un lieu-dit Lancarré à Saint-Efflam...

## La découverte des reliques de Saint-Efflam en 1819
Le 26 juin 1819 sont découvertes dans l'église Saint-Efflam de Plestin les supposées reliques de saint Efflam. L'abbé Tresvaux raconte les avoir trouvées sous une pierre plate située à trois pieds de profondeur, le tombeau étant ouvert en présence de nombreuses personnes dont plusieurs ecclésiastiques dont F. Nayrod, alors curé de Plestin, et personnalités civiles comme François Moriou, alors maire de Plestin, et d'autres. Le procès-verbal de la découverte énumère les débris d'ossements trouvés : « Une clavicule droite, plusieurs vertèbres tant cervicales que dorsales, un os du métatarse, deux du métacarpe, une phalange de la main, plusieurs fragments de côte, une portion du calcaneum, une portion de l'os occipital, un fragment de tête de tibia (...) ». Ces ossements furent reconnus pour être les reliques de saint Efflam.

## Le culte de saint Efflamm en Bretagne
Outre l'église paroissiale Saint-Efflam et la chapelle Saint-Efflam situées à Plestin-les-Grèves  de Plestin-les-Grèves, saint Efflam est encore honoré de nos jours à Carhaix, Kervignac, Lescouët, Pédernec (où il subsiste un lieu-dit), Merlevenez, ainsi qu'à l'hôpital de Morlaix. Les chapelles de Morlaix (Finistère) et de Pedernec (Côtes-d’Armor), fort anciennes, sont encore placées sous son vocable. Plestin conserve le tombeau du saint, datant du XVI’ siècle et plusieurs statues. Une statue du XVIIIe siècle le représente en riche costume à Trebeurden (Côtes-d’Armor). Autres statues à Morlaix, Saint-Gildas et Carnoet (Côtes-d’Armor), Plusquellec, Tonquedec, Trezeny (Côtes-d’Armor).
Jadis, plusieurs chapelles lui étaient dédiées à Carnoët (aujourd'hui disparue), Langoëlan (chapelle effondrée en 1920, un oratoire et une statue ont été inaugurés en 2016).

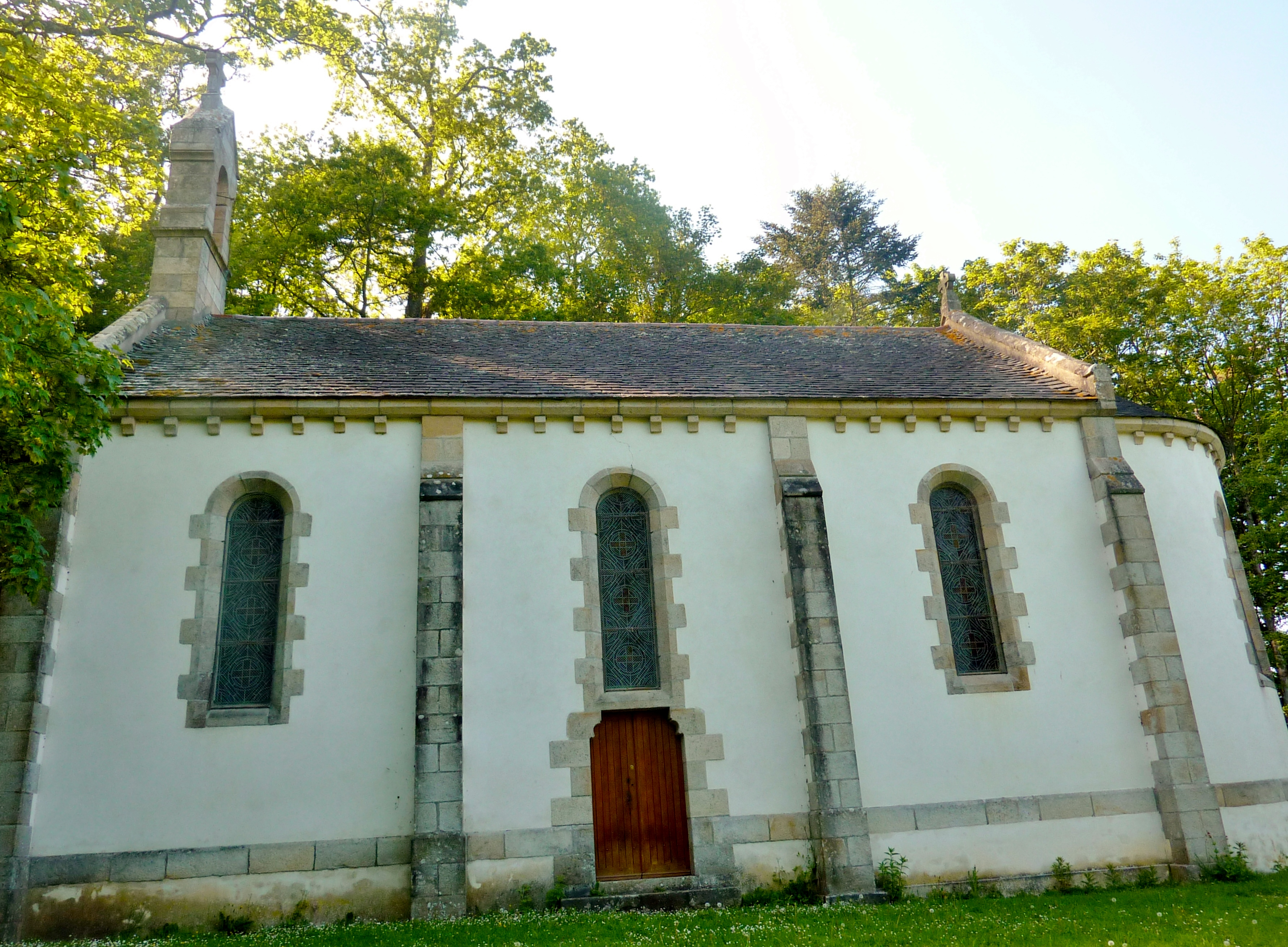
Plestin-les-Grèves : la chapelle Saint-Efflam.
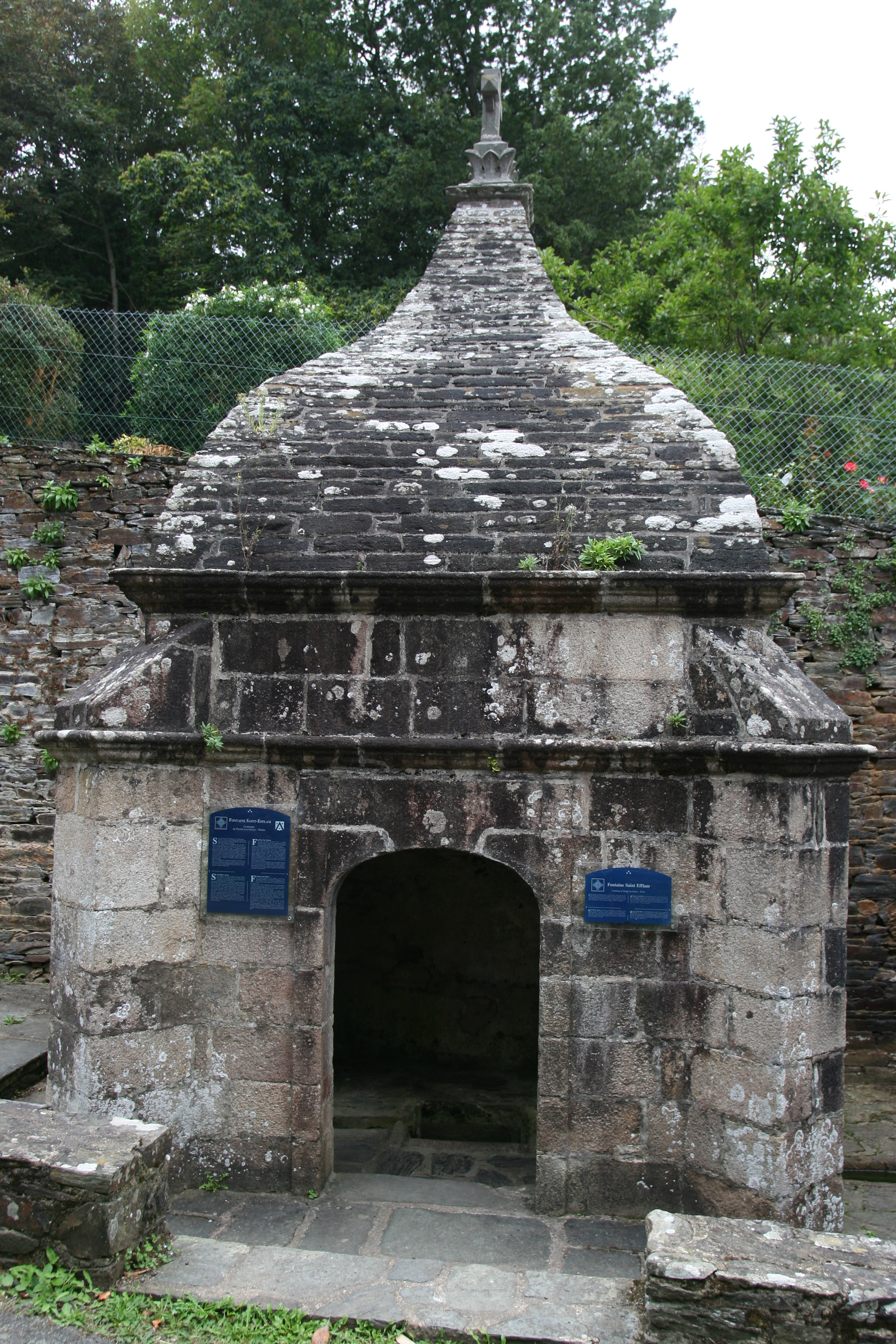
Plestin-les-Grèves : la fontaine Saint-Efflam.
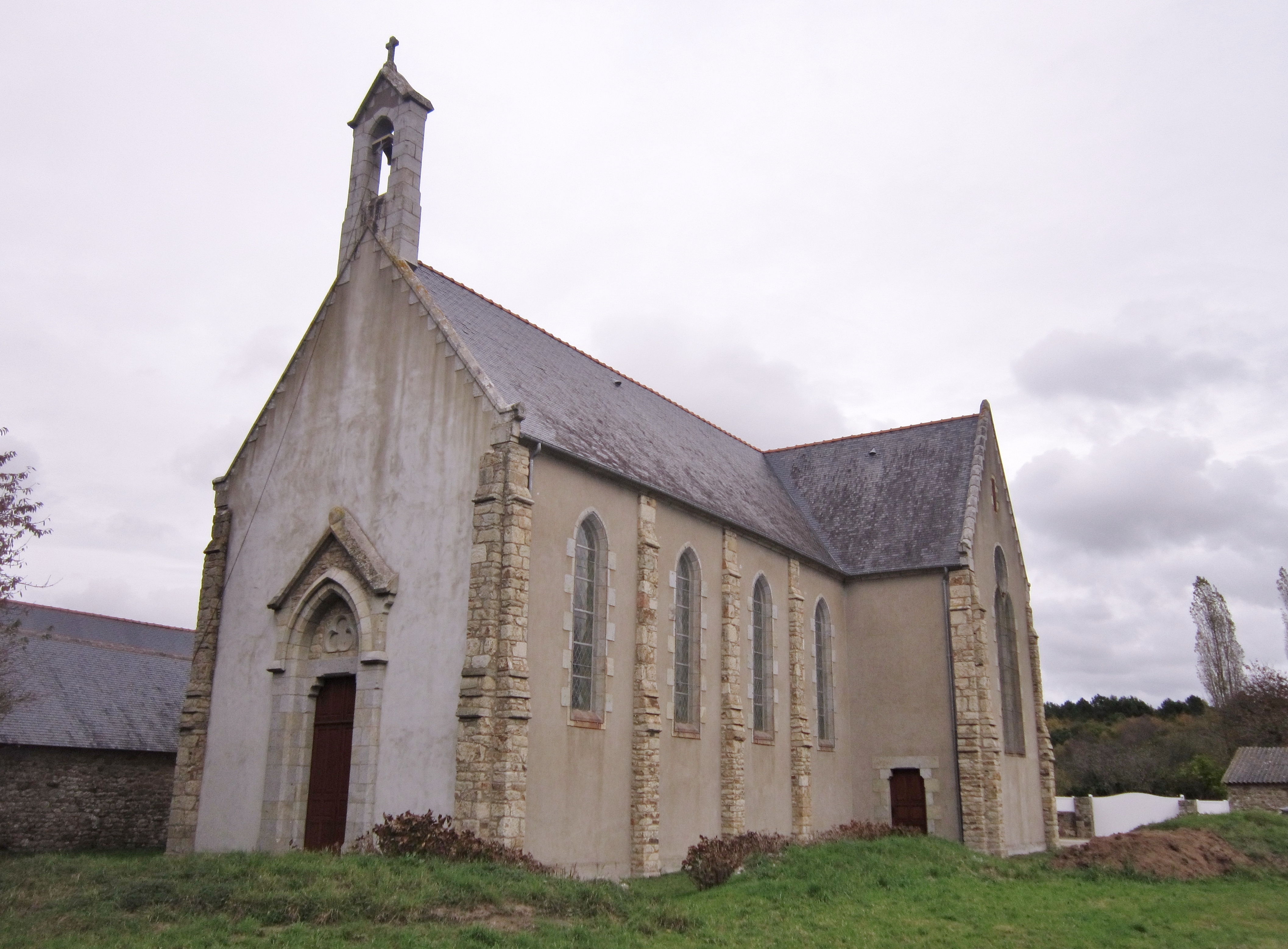
Kervignac : la chapelle Saint-Efflam.

## Invocations et patronage
Ce saint est prié pour obtenir la guérison des brûlures, des tumeurs inflammatoires, des phlegmons, panaris et furoncles, des membres luxés. On apporte en offrande des poignées de pointes et de clous qu’on dépose sans compter au pied de la statue, dans sa chapelle de Kervignac (Morbihan).
A Langoëlan, on l’invoque pour se protéger contre le feu, le tonnerre et la mort subite. La tradition rapporte qu’il est aussi le patron des conscrits et des maris jaloux : "Ceux-ci déposent à la surface de l’eau trois morceaux de pain figurant le saint, le mari et son épouse ; lorsque le morceau du saint se rapproche des deux autres, aucune trahison n’est à redouter."